# 罗西耶尔昂艾
罗西耶尔昂艾（法語：Rosières-en-Haye，法語發音：[ʁozjɛʁ ɑ̃ ɛ]）是法国默尔特-摩泽尔省的一个市镇，位于该省中南部，属于图勒区。

## 地名
“罗西耶尔昂艾”（Rosières-en-Haye）一名在法语中意为“艾森林中的罗西耶尔”。

## 地理
罗西耶尔昂艾（48°47'34"N, 6°0'3"E）面积10.74 平方千米，位于法国大東部大區默尔特-摩泽尔省，该省份为法国东北部内陆省份，是洛林的一部分，北邻比利时、卢森堡，北起顺时针与摩泽尔省、下莱茵省、孚日省和默兹省接壤。
与罗西耶尔昂艾接壤的市镇（或旧市镇、城区）包括：阿夫兰维尔、雅永、利韦丹、瓦夫尔地区马农库尔、罗热维尔、赛兹赖、维莱昂艾。
罗西耶尔昂艾的时区为UTC+01:00、UTC+02:00（夏令时）。

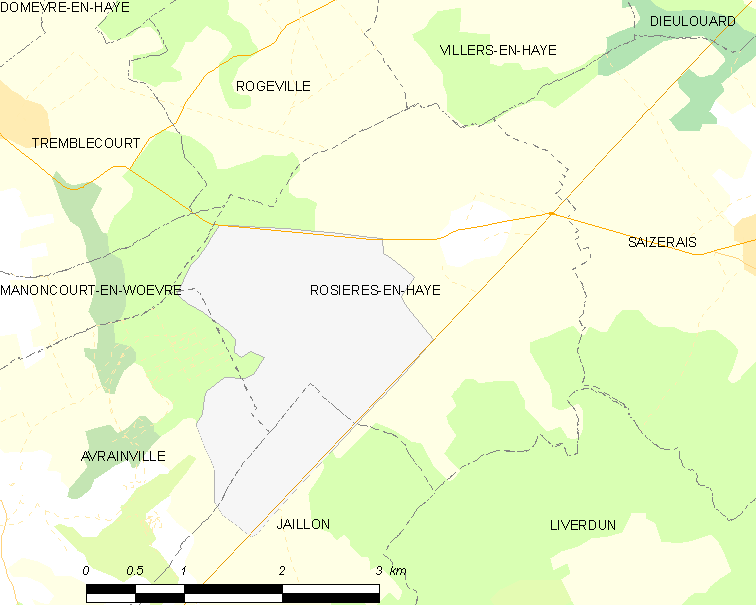
罗西耶尔昂艾的OSM定位图

## 行政
罗西耶尔昂艾的邮政编码为54385，INSEE市镇编码为54463。

## 政治
罗西耶尔昂艾所属的省级选区为北图卢瓦县。

## 人口

1962-2008年间罗西耶尔昂艾人口变化图示

罗西耶尔昂艾于2022年1月1日时的人口数量为248人。